# Шереметя
Шереме́тя (болг. Шереметя) — село у Великотирновській області Болгарії. Входить до складу общини Велико-Тирново.

## Населення
За даними перепису населення 2011 року у селі проживали 240 осіб.
Національний склад населення села:
| Національність   | Кількість осіб | Відсоток |
| ---------------- | -------------- | -------- |
| болгари          | 145            | 84,3%    |
| турки            | 17             | 9,9%     |
| Всього відповіли | 172            |          |

Розподіл населення за віком у 2011 році:
Динаміка населення: